# Nupserha mashona
Nupserha mashona là một loài bọ cánh cứng trong họ Cerambycidae.